# نووایا آدیغیه
نووایا آدیغیه (به لاتین: Novaya Adygea) یک منطقهٔ مسکونی در روسیه است که در آدیغیه واقع شده‌است.